# Saarbrücker Hütte
Die Saarbrücker Hütte (vereinzelt auch Saarbrückner Hütte) ist eine Schutzhütte der Sektion Alpenverein und Skiclub Saarbrücken des Deutschen Alpenvereins in der Silvretta. Sie gehört zur Hüttenkategorie I, was bedeutet, dass sie entsprechend den DAV-Richtlinien „ihren ursprünglichen Charakter als Stützpunkt für den Bergsteiger und Bergwanderer“ bewahrt hat und „in einem bergsteigerisch bedeutsamen Gebiet liegt“. Darüber hinaus ist sie vom DAV als „für Familien besonders geeignet“ eingeordnet. Die Hütte steht unter Denkmalschutz (Listeneintrag).

## Lage und Beschreibung
Die Hütte liegt auf 2538 m ü. A. auf einem Sporn im Ostgrat des Kleinlitzners (2783 m ü. A.) im Gemeindegebiet von Gaschurn im Bundesland Vorarlberg von Österreich. Sie ist die höchstgelegene Schutzhütte in der Silvretta.
Die Hütte verfügt über 88 Schlafplätze und ist über Ostern sowie von Ende Juni bis Ende September bewirtschaftet. Wenn die Hütte geschlossen ist, steht ein immer offener Winterraum zur Verfügung. Dieser ist allerdings lediglich mit einem Flüssiggaskocher, jedoch nicht mit einem Ofen ausgestattet.

## Geschichte
Die Hütte wurde 1911 von der Sektion Saarbrücken des Deutschen und Österreichischen Alpenvereins errichtet. Die erste Hütte brannte im Dezember 1931 ab. Schon im folgenden Jahr begann die Sektion mit dem Bau einer neuen Hütte, die bis heute mehrfach erweitert wurde.

## Zugänge
- von Partenen (1051 m) über Vermuntstausee (1743 m, dort auch Bushaltestelle) Gehzeit ab Stausee: 2½-3 Stunden
- von Galtür – Bielerhöhe / Silvretta-Stausee, Klostertal und Litznersattel: Gehzeit: 5 Stunden
- von Klosters (CH) über Silvretta Hütte (SAC), Rotfurka, Litznersattel (Sommerweg) Gehzeit: 6–8 Stunden
- von der Bielerhöhe/Madlenerhaus (1986 m) über Tschifernella: 3 Stunden
- von Sardascaalp über Seetalhütte (SAC), Seegletscherlücke 5 – 7 Gehzeit: 5–7 Stunden

## Tourenmöglichkeiten

### Übergänge
- Tübinger Hütte (2191 m) über Seelücke (2776 m) – Plattenjoch (2728 m) oder über Kromerlücke–Kromergletscher–Schweizer Gletscher–Schweizerlücke–Plattenjoch Gehzeit: jeweils 2½-3 Stunden
- Klostertaler Umwelthütte (2366 m) über Litznersattel Gehzeit: 2 Stunden
- Wiesbadener Hütte (2443 m) über Litznersattel, Kloster- und Ochsental Gehzeit: 3½-4½ Stunden
- Wiesbadener Hütte (2443 m) über Litznersattel, Rotfurka, Silvrettapass, Fuorcla dal Cunfin Gehzeit: 5–7 Stunden
- Seetalhütte (2050 m) über Seelücke, im schweizerischen Seetal: 2,5 Stunden

### Gipfelbesteigungen
- Kleinlitzner (2783 m) Gehzeit: 1½ Stunden
- Großes Seehorn (3121 m) Gehzeit: 3 Stunden
- Kleines Seehorn (3032 m) Gehzeit: 2½ Stunden
- Östliche Kromerspitze (2845 m) Gehzeit: 1 Stunde

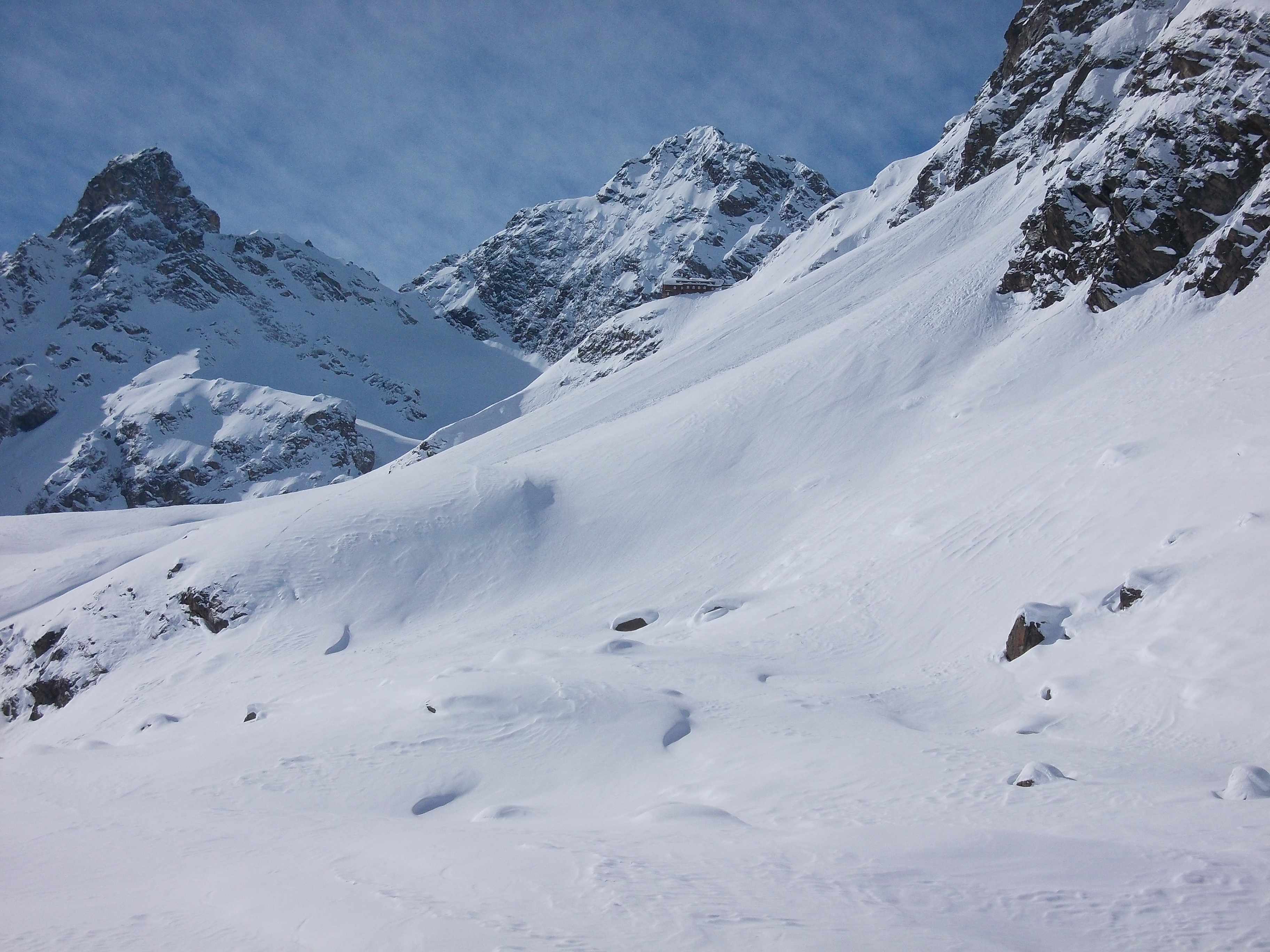
Saarbrücker Hütte vor dem Großen Seehorn. Links der Großlitzner.

- Westliche Kromerspitze (2865 m) Gehzeit: 1½ Stunden
- Hochmaderer (2823 m) Gehzeit: 3 Stunden
- Großlitzner (3109 m) Klettertour
- Sattelkopf (2863 m) Gehzeit: 2 Stunden
- Verhupfspitze (2957 m) Gehzeit: 2½ Stunden
- Winterberg (2924 m, beliebtes Skitourenziel) 2 Stunden
- Sonntagsspitze (2881 m) 2 Stunden

## Karten
- Alpenvereinskarte 26 Silvrettagruppe (1:25.000)